# Eristena parvalis
Eristena parvalis là một loài bướm đêm trong họ Crambidae.